# 镰羽柳叶蕨
镰羽柳叶蕨（学名：Cyrtogonellum falcilobum）为鳞毛蕨科柳叶蕨属下的一个种。

## 扩展阅读
- 維基物種上的相關：镰羽柳叶蕨